# 櫻井賞
櫻井賞（さくらいしょう、英: Sakurai Medal）は、日本鉱物科学会が新鉱物の研究に貢献し、顕著な業績をあげた会員に贈呈する賞。
鉱物学者・櫻井欽一の還暦を記念して1973年に設立された。当初は櫻井記念会が独自に授与していたが、1999年からは日本鉱物学会が規定する賞の一つとなった。また、2007年からは、日本鉱物学会と日本岩石鉱物鉱床学会が合併し日本鉱物科学会が発足したため、同会が授与している。受賞者には、賞状、純銀製メダルおよび副賞が授与される。メダルには、受賞者の氏名と受賞対象となった新鉱物名が刻印される。
また、櫻井賞奨励賞（さくらいしょうしょうれいしょう、英: Sakurai Promotion Medal）は、「記載鉱物学上の顕著な業績のあった若手の会員に」贈呈される賞。1998年に設立された。

## 櫻井賞受賞者
所属は受賞当時のものである。
- 1973年（第1号）: 櫻井欽一（1912-1993）「湯河原沸石」
- 1973年（第2号）: 渡辺武男（1907-1986）（秋田大学・東京大学）「小藤石」
- 1973年（第3号）: 益富壽之助（1901-1993）（日本地学研究会）「大隅石」
- 1973年（第4号）: 吉村豊文（1905-1990）（九州大学）「手稲石」
- 1973年（第5号）: 加藤昭（1931-）（国立科学博物館）「生野鉱」
- 1974年（第6号）: 畑晋（防衛大学校）「阿武隈石」
- 1974年（第7号）: 田口靖郎（三菱金属鉱業(株)（現・三菱マテリアル(株)））「尾去沢石」
- 1974年（第8号）: 南部松夫（1917-2009）（東北大学）「万次郎鉱」
- 1975年（第9号）: 武藤正（原子燃料公社（現・日本原子力研究開発機構））「人形石」
- 1975年（第10号）: 吉井守正（1938-）（通産省地質調査所）「南部石」
- 1975年（第11号）: 長島弘三（1925-1985）（筑波大学）「飯盛石」
- 1976年（第12号）: 梶原良道（1940-）（筑波大学）「福地鉱」
- 1976年（第13号）: 逸見千代子（1949-2018）（岡山大学）「備中石」
- 1977年（第14号）: 鈴木重人（1923-2011）（愛知教育大学）「中宇利石」
- 1978年（第15号）: 逸見吉之助（1919-1997）（岡山大学）「布賀石」
- 1979年（第16号）: 小林英夫（19??-2018）（島根大学）「加納輝石」
- 1980年（第17号）: 松原聰（1946-）（国立科学博物館）「磐城鉱」
- 1981年（第18号）: 森本信男（1925-2010）（大阪大学）「阿仁鉱」
- 1981年（第19号）: 島崎英彦（1939-）（東京大学）「都茂鉱」
- 1982年（第20号）: 苣木浅彦（1923-2010）（東北大学）「古遠部鉱」
- 1982年（第21号）: 小坂丈予（1924-2011）（東京工業大学）「南石」
- 1983年（第22号）: 村上允英（1923-1994）（山口大学）「杉石」
- 1983年（第23号）: 草地功（1942-）（岡山大学）「大江石」
- 1984年（第24号）: 東正治（1947?-）（高知大学）「砥部雲母」
- 1985年（第25号）: 谷田勝俊（1930-）（東北大学）「赤金鉱」
- 1986年（第26号）: 堀秀道（1934-2019）（鉱物科学研究所）「アンモニオ白榴石」
- 1987年（第27号）: 茅原一也（1921-2006）（新潟大学）「青海石」
- 1987年（第28号）: 青木義和（1939-2022）（九州大学）「種山石」
- 1988年（第29号）: 中井泉（1953-）（筑波大学）「木村石」
- 1989年（第30号）: 戸苅賢二（19??-2014）（北海道大学）「オホーツク石」
- 1993年（第31号）: 清水正明（1954-）（東京大学）「渡辺鉱」
- 1995年（第32号）: 三浦裕行（1950-）（北海道大学）「三笠石」
- 1999年（第33号）: 末野重穂（1937-2001）（筑波大学）「プロト鉄直閃石・プロトマンガン鉄直閃石」
- 2000年（第34号）: 宮脇律郎（1959-）（国立科学博物館）「弘三石」
- 2002年（第35号）: 宮島宏（1957-）（フォッサマグナミュージアム）「糸魚川石」
- 2006年（第36号）: 坂野靖行（1966-）（産業技術総合研究所）「ソーダ金雲母」
- 2007年（第37回）: 大西政之（1980-）（益富地学会館）「沼野石」
- 2008年（第38回）: 北風嵐（1943-）（元東北大学）「苣木鉱」
- 2012年（第39回）: 皆川鉄雄（1950-）（愛媛大学）「ストロンチウム緑簾石」
- 2013年（第40回）: 長瀬敏郎（1965-）（東北大学）「田野畑石」
- 2014年（第41回）: 浜根大輔（1979-）（東京大学）「宮久石」
- 2015年（第42回）: 永嶌真理子（1978-）（山口大学）「ランタンフェリ赤坂石」（ほか2種）
- 2016年（第43回）: 門馬綱一（1980-）（国立科学博物館）「千葉石」
- 2017年（第44回）: 高井康宏（1982-）（(株)エネコム）「肥前石」
- 2019年（第45回）: 栗林貴弘（1971-）（東北大学）「日立鉱」
- 2022年（第46回）: 富岡尚敬（海洋研究開発機構）「秋本石」

## 櫻井賞奨励賞受賞者
- 1998年: 小林祥一(1950-)（倉敷芸術科学大学）、高田雅介（1949-）（京都西高校）
- 1999年: 赤坂正秀（島根大学）、今岡照喜（山口大学）
- 2004年: 白神加奈子（水島地域環境再生財団）